# 八事富士見
八事富士見（やごとふじみ）は、愛知県名古屋市昭和区の地名。丁目の設定はない。住居表示未実施。

## 地理
名古屋市昭和区東部に位置する。東・南は天白区天白町大字八事（字裏山）、西は妙見町・山手通、北は千種区萩岡町と接する。かつて「八事山」と呼ばれた丘陵地の一つであり、全体的に坂道が多い。ほぼ全域が閑静な住宅街となっている。

## 歴史

### 沿革
- 1992年（平成4年）10月26日 - 昭和区天白町大字八事（字裏山・富士見ヶ丘）の全域より、同区八事富士見が成立[1]。

## 世帯数と人口
2019年（平成31年）1月1日現在の世帯数と人口は以下の通りである。
| 町丁       | 世帯数    | 人口    |
| ---------- | --------- | ------- |
| 八事富士見 | 1,349世帯 | 2,961人 |

### 人口の変遷
国勢調査による人口の推移
| 1995年（平成7年）  | 2,370人 | [ 7 ]  |  |
| 2000年（平成12年） | 2,448人 | [ 8 ]  |  |
| 2005年（平成17年） | 2,619人 | [ 9 ]  |  |
| 2010年（平成22年） | 2,595人 | [ 10 ] |  |
| 2015年（平成27年） | 2,689人 | [ 11 ] |  |

## 学区
市立小・中学校に通う場合、学校等は以下の通りとなる。また、公立高等学校に通う場合の学区は以下の通りとなる。
| 番・番地等 | 小学校               | 中学校               | 高等学校 |
| ---------- | -------------------- | -------------------- | -------- |
| 全域       | 名古屋市立滝川小学校 | 名古屋市立川名中学校 | 尾張学区 |

## 施設
- 中部日本自動車学校
- 徳林寺

## その他

### 日本郵便
- 郵便番号 : 466-0812[4]（集配局：昭和郵便局[14]）。